# Вајкане (Хаваји)
Вајкане (енгл. Waikane) насељено је место за статистичке потребе у америчкој савезној држави Хаваји. По попису становништва из 2010. у њему је живело 778 становника.

## Демографија
Према попису становништва из 2010. у граду је живело 778 становника, што је 52 (7,2%) становника више него 2000. године.
| Група             | 2000.       | 2010.       |
| Белци             | 116 (16,0%) | 118 (15,2%) |
| Афроамериканци    | 1 (0,1%)    | 5 (0,6%)    |
| Азијати           | 139 (19,1%) | 126 (16,2%) |
| Хиспаноамериканци | 37 (5,1%)   | 61 (7,8%)   |
| Укупно            | 726         | 778         |